# OHL 1997/98
Die OHL-Saison 1997/98 war die 18. Spielzeit der Ontario Hockey League (OHL). Die Guelph Storm gewannen als punktbestes Team der regulären Saison die Hamilton Spectator Trophy. Die Play-offs begannen am 14. März 1998 und endeten mit dem ersten Gewinn des J. Ross Robertson Cup für die Guelph Storm am 29. April 1998, die sich im Finale gegen die Ottawa 67’s durchsetzten.

## Änderungen
Mit Beginn der Saison 1997/98 führte die Ontario Hockey League die Overtime in der regulären Saison ein. Stand es nach regulärer Spielzeit unentschieden, folgte eine Overtime, bei der mittels Sudden Death ein Sieger ermittelt werden konnte, der zwei Punkte (wie für einen normalen Sieg) erhielt – der Verlierer nach Overtime (OTL) erhielt einen Punkt. Stand es auch nach Overtime weiterhin Remis, erhielten beide Mannschaften einen Punkt; ein Shootout erfolgte nicht, dies wurde erst in der Saison 2005/06 eingeführt.
Die Toronto St. Michael’s Majors wurden mit Beginn der Saison 1997/98 reaktiviert und in die East Division eingegliedert. Dies hatte zur Folge, dass die North Bay Centennials und die Sudbury Wolves von der East in die Central Division wechselten und aus dieser Central Division die Erie Otters in die West Division umzogen, sodass nun alle drei Divisionen mit sechs Teams besetzt waren.
Zudem wurden die Detroit Whalers umgesiedelt und firmierten fortan als Plymouth Whalers.

## Reguläre Saison

### Abschlusstabellen
Abkürzungen: GP = Spiele, W = Siege, L = Niederlagen, T = Unentschieden, OTL = Niederlage nach Overtime, GF = Erzielte Tore, GA = Gegentore, Pts = Punkte

Erläuterungen:       = Play-off-Qualifikation,       = Hamilton-Spectator-Trophy-Gewinner

#### East Division
| East Division                | GP | W  | L  | T  | OTL | GF  | GA  | Pts |
| ---------------------------- | -- | -- | -- | -- | --- | --- | --- | --- |
| Ottawa 67’s                  | 66 | 40 | 16 | 9  | 1   | 286 | 172 | 90  |
| Belleville Bulls             | 66 | 41 | 19 | 3  | 3   | 315 | 239 | 88  |
| Kingston Frontenacs          | 66 | 35 | 26 | 4  | 1   | 330 | 275 | 75  |
| Oshawa Generals              | 66 | 26 | 29 | 8  | 3   | 214 | 247 | 63  |
| Peterborough Petes           | 68 | 20 | 35 | 10 | 1   | 212 | 273 | 51  |
| Toronto St. Michael’s Majors | 66 | 15 | 41 | 9  | 1   | 154 | 265 | 40  |

#### Central Division
| Central Division      | GP | W  | L  | T  | OTL | GF  | GA  | Pts |
| --------------------- | -- | -- | -- | -- | --- | --- | --- | --- |
| Guelph Storm          | 66 | 42 | 17 | 6  | 1   | 263 | 189 | 91  |
| Barrie Colts          | 66 | 38 | 22 | 5  | 1   | 236 | 215 | 82  |
| Kitchener Rangers     | 66 | 27 | 25 | 10 | 4   | 224 | 239 | 68  |
| Sudbury Wolves        | 66 | 25 | 27 | 7  | 7   | 257 | 268 | 64  |
| Owen Sound Platers    | 66 | 27 | 31 | 5  | 3   | 270 | 312 | 62  |
| North Bay Centennials | 66 | 15 | 41 | 6  | 4   | 213 | 291 | 40  |

#### West Division
| West Division               | GP | W  | L  | T  | OTL | GF  | GA  | Pts |
| --------------------------- | -- | -- | -- | -- | --- | --- | --- | --- |
| London Knights              | 66 | 40 | 21 | 5  | 0   | 301 | 268 | 85  |
| Plymouth Whalers            | 66 | 37 | 19 | 7  | 3   | 279 | 223 | 84  |
| Sarnia Sting                | 66 | 32 | 18 | 13 | 3   | 253 | 227 | 80  |
| Erie Otters                 | 66 | 33 | 25 | 5  | 3   | 261 | 252 | 74  |
| Sault Ste. Marie Greyhounds | 66 | 20 | 36 | 7  | 3   | 232 | 296 | 50  |
| Windsor Spitfires           | 66 | 19 | 39 | 5  | 3   | 261 | 340 | 46  |

### Beste Scorer
Abkürzungen: GP = Spiele, G = Tore, A = Assists, Pts = Punkte, PIM = Strafminuten; Fett: Saisonbestwert
| Spieler          | Team                            | GP | G  | A  | Pts | PIM |
| ---------------- | ------------------------------- | -- | -- | -- | --- | --- |
| Peter Sarno      | Windsor Spitfires               | 63 | 33 | 88 | 121 | 18  |
| Jeremy Adduono   | Sudbury Wolves                  | 66 | 37 | 69 | 106 | 40  |
| David Legwand    | Plymouth Whalers                | 59 | 54 | 51 | 105 | 56  |
| Maxim Spiridonow | London Knights                  | 66 | 54 | 44 | 98  | 52  |
| Colin Chaulk     | Kingston Frontenacs             | 60 | 34 | 62 | 96  | 118 |
| Jay Legault      | London Knights                  | 61 | 39 | 56 | 95  | 87  |
| Robert Mailloux  | Kingston Frontenacs             | 65 | 55 | 40 | 95  | 53  |
| Jeff Martin      | Windsor Spitfires               | 65 | 40 | 54 | 94  | 48  |
| Mark Cadotte     | Plymouth Whalers London Knights | 67 | 39 | 55 | 94  | 76  |
| Chris Allen      | Kingston Frontenacs             | 66 | 38 | 56 | 94  | 91  |
| Jon Sim          | Sarnia Sting                    | 59 | 44 | 50 | 94  | 94  |
| Justin Papineau  | Belleville Bulls                | 66 | 41 | 53 | 94  | 34  |

### Beste Torhüter
Abkürzungen: GP = Spiele, TOI = Eiszeit (in Minuten), W = Siege, L = Niederlagen, T = Unentschieden, OTL = Overtime/Shootout-Niederlagen, GA = Gegentore, SO = Shutouts, Sv% = gehaltene Schüsse (in %), GAA = Gegentorschnitt
| Spieler       | Team         | GP | TOI  | W  | L  | T | OTL | GA  | SO | Sv%  | GAA  |
| ------------- | ------------ | -- | ---- | -- | -- | - | --- | --- | -- | ---- | ---- |
| Craig Hillier | Ottawa 67’s  | 46 | 2587 | 27 | 12 | 0 | 4   | 108 | 5  | 91,3 | 2,50 |
| Seamus Kotyk  | Ottawa 67’s  | 31 | 1423 | 13 | 4  | 1 | 5   | 63  | 3  | 90,6 | 2,66 |
| Chris Madden  | Guelph Storm | 51 | 2906 | 33 | 11 | 0 | 3   | 132 | 4  | 91,7 | 2,73 |

Die höchste Fangquote erreichte Mike Gorman mit 92,4 %.
Es werden nur Torhüter erfasst, die mindestens 919 Spielminuten absolviert haben.

## Play-offs

### Play-off-Baum
|  | Achtelfinale | Achtelfinale        | Achtelfinale     |                     |                  | Viertelfinale | Viertelfinale | Viertelfinale |  |  | Halbfinale | Halbfinale | Halbfinale |  |  | OHL-Meisterschaft | OHL-Meisterschaft | OHL-Meisterschaft |
|  |              |                     |                  |                     |                  |               |               |               |  |  |            |            |            |  |  |                   |                   |                   |
|  | C1           | Guelph Storm        |                  |                     |                  |               |               |               |  |  |            |            |            |  |  |                   |                   |                   |
|  |              | gesetzt             |                  |                     |                  |               |               |               |  |  |            |            |            |  |  |                   |                   |                   |
|  | C1           | Guelph Storm        | 4                |                     |                  |               |               |               |  |  |            |            |            |  |  |                   |                   |                   |
|  | C1           | Guelph Storm        | 4                |                     |                  |               |               |               |  |  |            |            |            |  |  |                   |                   |                   |
|  |              |                     | C5               | Sudbury Wolves      | 0                |               |               |               |  |  |            |            |            |  |  |                   |                   |                   |
|  | C2           | Barrie Colts        | C5               | Sudbury Wolves      | 0                | 2             |               |               |  |  |            |            |            |  |  |                   |                   |                   |
|  | C2           | Barrie Colts        |                  |                     |                  | 2             |               |               |  |  |            |            |            |  |  |                   |                   |                   |
|  | C5           | Sudbury Wolves      | 4                |                     |                  |               |               |               |  |  |            |            |            |  |  |                   |                   |                   |
|  | C5           | Sudbury Wolves      | 4                | C1                  | Guelph Storm     | 4             |               |               |  |  |            |            |            |  |  |                   |                   |                   |
|  |              |                     |                  | C1                  | Guelph Storm     | 4             |               |               |  |  |            |            |            |  |  |                   |                   |                   |
|  |              | W2                  | Plymouth Whalers | 0                   |                  |               |               |               |  |  |            |            |            |  |  |                   |                   |                   |
|  | E2           | W2                  | Plymouth Whalers | 0                   | Belleville Bulls | 4             |               |               |  |  |            |            |            |  |  |                   |                   |                   |
|  | E2           |                     |                  |                     | Belleville Bulls | 4             |               |               |  |  |            |            |            |  |  |                   |                   |                   |
|  | E5           | Peterborough Petes  | 0                |                     |                  |               |               |               |  |  |            |            |            |  |  |                   |                   |                   |
|  | E5           | Peterborough Petes  | 0                | E2                  | Belleville Bulls | 2             |               |               |  |  |            |            |            |  |  |                   |                   |                   |
|  |              |                     |                  | E2                  | Belleville Bulls | 2             |               |               |  |  |            |            |            |  |  |                   |                   |                   |
|  |              |                     | W2               | Plymouth Whalers    | 4                |               |               |               |  |  |            |            |            |  |  |                   |                   |                   |
|  | W2           | Plymouth Whalers    | W2               | Plymouth Whalers    | 4                | 4             |               |               |  |  |            |            |            |  |  |                   |                   |                   |
|  | W2           | Plymouth Whalers    |                  |                     |                  |               |               |               |  |  |            |            |            |  |  |                   |                   |                   |
|  | W3           | Sarnia Sting        | 1                |                     |                  |               |               |               |  |  |            |            |            |  |  |                   |                   |                   |
|  | W3           | Sarnia Sting        | 1                | C1                  | Guelph Storm     | 4             |               |               |  |  |            |            |            |  |  |                   |                   |                   |
|  |              |                     |                  |                     |                  |               |               |               |  |  |            |            |            |  |  |                   |                   |                   |
|  |              | E1                  | Ottawa 67’s      | 1                   |                  |               |               |               |  |  |            |            |            |  |  |                   |                   |                   |
|  | E1           | E1                  | Ottawa 67’s      | 1                   | Ottawa 67’s      |               |               |               |  |  |            |            |            |  |  |                   |                   |                   |
|  | E1           |                     |                  |                     | Ottawa 67’s      |               |               |               |  |  |            |            |            |  |  |                   |                   |                   |
|  |              | gesetzt             |                  |                     |                  |               |               |               |  |  |            |            |            |  |  |                   |                   |                   |
|  | E1           | Ottawa 67’s         | 4                |                     |                  |               |               |               |  |  |            |            |            |  |  |                   |                   |                   |
|  | E1           | Ottawa 67’s         | 4                |                     |                  |               |               |               |  |  |            |            |            |  |  |                   |                   |                   |
|  |              |                     | C4               | Owen Sound Platers  | 1                |               |               |               |  |  |            |            |            |  |  |                   |                   |                   |
|  | C3           | Kitchener Rangers   | C4               | Owen Sound Platers  | 1                | 2             |               |               |  |  |            |            |            |  |  |                   |                   |                   |
|  | C3           | Kitchener Rangers   |                  |                     |                  | 2             |               |               |  |  |            |            |            |  |  |                   |                   |                   |
|  | C4           | Owen Sound Platers  | 4                |                     |                  |               |               |               |  |  |            |            |            |  |  |                   |                   |                   |
|  | C4           | Owen Sound Platers  | 4                | E1                  | Ottawa 67’s      | 4             |               |               |  |  |            |            |            |  |  |                   |                   |                   |
|  |              |                     |                  | E1                  | Ottawa 67’s      | 4             |               |               |  |  |            |            |            |  |  |                   |                   |                   |
|  |              | W1                  | London Knights   | 0                   |                  |               |               |               |  |  |            |            |            |  |  |                   |                   |                   |
|  | W1           | W1                  | London Knights   | 0                   | London Knights   | 4             |               |               |  |  |            |            |            |  |  |                   |                   |                   |
|  | W1           |                     |                  |                     |                  |               |               |               |  |  |            |            |            |  |  |                   |                   |                   |
|  | W4           | Erie Otters         | 3                |                     |                  |               |               |               |  |  |            |            |            |  |  |                   |                   |                   |
|  | W4           | Erie Otters         | 3                | W1                  | London Knights   | 4             |               |               |  |  |            |            |            |  |  |                   |                   |                   |
|  |              |                     |                  | W1                  | London Knights   | 4             |               |               |  |  |            |            |            |  |  |                   |                   |                   |
|  |              |                     | E3               | Kingston Frontenacs | 1                |               |               |               |  |  |            |            |            |  |  |                   |                   |                   |
|  | E3           | Kingston Frontenacs | E3               | Kingston Frontenacs | 1                | 4             |               |               |  |  |            |            |            |  |  |                   |                   |                   |
|  | E3           | Kingston Frontenacs |                  |                     |                  |               |               |               |  |  |            |            |            |  |  |                   |                   |                   |
|  | E4           | Oshawa Generals     | 3                |                     |                  |               |               |               |  |  |            |            |            |  |  |                   |                   |                   |

### J.-Ross-Robertson-Cup-Finale

#### (C1) Guelph Storm – (E1) Ottawa 67’s
| 22. April 1998 19:30 Uhr (Ortszeit) | Guelph Storm Matt Lahey (5:03) Manny Malhotra (10:05) Kent McDonell (11:33) Matt Lahey (37:01) Mike Vellinga (48:26) | 5:2 (3:0, 1:0, 1:2) Spielbericht Stand: 1:0 | Ottawa 67’s Matt Zultek (46:28) Matt Zultek (52:00) | Guelph Memorial Gardens, Guelph, Ontario Zuschauer: 3.604 |

| 24. April 1998 19:30 Uhr | Ottawa 67’s Justin Davis (13:58) Matt Zultek (28:44) | 2:3 (1:2, 1:0, 0:1) Spielbericht Stand: 0:2 | Guelph Storm Brian Willsie (5:40) Kent McDonell (7:13) Manny Malhotra (56:54) | TD Place Arena, Ottawa, Ontario Zuschauer: 5.383 |

| 25. April 1998 19:30 Uhr | Ottawa 67’s Ben Gustavson (3:12) Joe Talbot (15:20) Troy Stonier (20:45) Stephen Lafleur (28:37) Ben Gustavson (29:08) Matt Zultek (42:33) Mark Bell (47:35) Joe Talbot (56:20) | 8:1 (2:0, 3:0, 3:1) Spielbericht Stand: 1:2 | Guelph Storm Éric Beaudoin (55:44) | TD Place Arena, Ottawa, Ontario Zuschauer: 4.763 |

| 27. April 1998 19:00 Uhr | Guelph Storm Kent McDonell (49:43) Brian Willsie (57:50) | 2:1 (0:1, 0:0, 2:0) Spielbericht Stand: 3:1 | Ottawa 67’s Lance Galbraith (3:01) | Guelph Memorial Gardens, Guelph, Ontario Zuschauer: 3.999 |

| 29. April 1998 19:30 Uhr | Guelph Storm Manny Malhotra (11:43) Jason Jackman (38:46) Éric Beaudoin (41:37) Brian Willsie (57:04) | 4:3 (1:1, 1:0, 2:2) Spielbericht Stand: 4:1 | Ottawa 67’s Dan Tessier (17:24) Ben Gustavson (45:08) Joe Talbot (54:15) | Guelph Memorial Gardens, Guelph, Ontario Zuschauer: 3.999 |

#### J.-Ross-Robertson-Cup-Sieger
| J.-Ross-Robertson-Cup-Sieger Guelph Storm | Torhüter: Daniel Jacques, Chris Madden, Christopher Thompson Verteidiger: Rick Bertran, Chris Hajt, Mike Vellinga, Joey Bartley, Ian Forbes, John Zubyck, Kevin Mitchell, Darryl McArthur, Mike Dombkiewicz Angreifer: Andrew Long, Nick Bootland, Jason Jackman, Manny Malhotra, Brian Willsie, Kent McDonell, Brian McGrattan, Éric Beaudoin, Matt Lahey, Dusty Jamieson, Bohuslav Šubr, Lindsay Plunkett, Ryan Davis, Bob Crummer, Joe Gerbe, Denis Iwanow, Mike Christian, Jeff Curran Cheftrainer: George Burnett General Manager: Alan Millar |

### Beste Scorer
Abkürzungen: GP = Spiele, G = Tore, A = Assists, Pts = Punkte, PIM = Strafminuten; Fett: Saisonbestwert
| Spieler       | Team                | GP | G  | A  | Pts | PIM |
| ------------- | ------------------- | -- | -- | -- | --- | --- |
| Daniel Cleary | Belleville Bulls    | 10 | 6  | 17 | 23  | 10  |
| Harold Druken | Plymouth Whalers    | 15 | 9  | 11 | 20  | 4   |
| David Legwand | Plymouth Whalers    | 15 | 8  | 12 | 20  | 24  |
| Mark Cadotte  | London Knights      | 16 | 12 | 7  | 19  | 15  |
| Dan Tessier   | Ottawa 67’s         | 14 | 7  | 12 | 19  | 12  |
| Mike Oliveira | Kingston Frontenacs | 12 | 6  | 13 | 19  | 8   |
| Jan Bulis     | Kingston Frontenacs | 12 | 8  | 10 | 18  | 12  |
| Matt Zultek   | Ottawa 67’s         | 14 | 6  | 12 | 18  | 20  |
| Troy Stonier  | Ottawa 67’s         | 14 | 7  | 10 | 17  | 8   |
| Paul Mara     | Plymouth Whalers    | 15 | 3  | 14 | 17  | 30  |

### Beste Torhüter
Abkürzungen: GP = Spiele, TOI = Eiszeit (in Minuten), W = Siege, L = Niederlagen, OTL = Overtime/Shootout-Niederlagen, GA = Gegentore, SO = Shutouts, Sv% = gehaltene Schüsse (in %), GAA = Gegentorschnitt
| Spieler          | Team         | GP | TOI | W  | L | OTL | GA | SO | Sv%  | GAA  |
| ---------------- | ------------ | -- | --- | -- | - | --- | -- | -- | ---- | ---- |
| Chris Madden     | Guelph Storm | 13 | 749 | 12 | 1 | 0   | 23 | 0  | 93,9 | 1,84 |
| Steve Valiquette | Erie Otters  | 7  | 468 | 3  | 2 | 2   | 15 | 1  | 94,4 | 1,92 |
| Seamus Kotyk     | Ottawa 67’s  | 4  | 392 | 3  | 3 | 0   | 15 | 0  | 92,5 | 2,29 |

Die meisten Shutouts erzielte Shawn Gallant mit 2.
Es werden nur Torhüter erfasst, die mindestens 105 Spielminuten absolviert haben.

## Auszeichnungen

### All-Star-Teams
| First All-Star-Team |                                              |
| Angriff:            | Rob Mailloux – David Legwand – Brian Willsie |
| Verteidigung:       | Chris Allen – Sean Blanchard                 |
| Tor:                | Bujar Amidovski                              |
| Trainer:            | Gary Agnew                                   |

| Second All-Star-Team |                                              |
| Angriff:             | Colin Pepperall – Jon Sim – Maxim Spiridonow |
| Verteidigung:        | Chris Hajt – Richard Jackman                 |
| Tor:                 | Robert Esche                                 |
| Trainer:             | George Burnett                               |

| Third All-Star-Team |                                             |
| Angriff:            | Jeremy Adduono – Peter Sarno – Matt Bradley |
| Verteidigung:       | Jeff Brown – Brian Campbell                 |
| Tor:                | Ty Garner                                   |
| Trainer:            | Lou Crawford                                |

### All-Rookie-Teams
| First All-Rookie-Team |                                                  |
| Angriff:              | Ryan Jardine – David Legwand – Jonathan Cheechoo |
| Verteidigung:         | Kevin Mitchell – Martin Škoula                   |
| Tor:                  | Brian Finley                                     |

| Second All-Rookie-Team |                                              |
| Angriff:               | Taylor Pyatt – Mike Zigomanis – Jeff Heerema |
| Verteidigung:          | John Erskine – Jon Zion                      |
| Tor:                   | Mike Gorman                                  |

### Vergebene Trophäen
| Auszeichnung                 | Auszeichnung               | Team                         |
| ---------------------------- | -------------------------- | ---------------------------- |
| J. Ross Robertson Cup        | J. Ross Robertson Cup      | Guelph Storm                 |
| Hamilton Spectator Trophy    | Hamilton Spectator Trophy  | Guelph Storm                 |
| Emms Trophy                  | Emms Trophy                | Guelph Storm                 |
| Leyden Trophy                | Leyden Trophy              | Ottawa 67’s                  |
| Bumbacco Trophy              | Bumbacco Trophy            | London Knights               |
| Auszeichnung                 | Spieler                    | Team                         |
| Red Tilson Trophy            | David Legwand              | Plymouth Whalers             |
| Eddie Powers Memorial Trophy | Peter Sarno                | Windsor Spitfires            |
| Matt Leyden Trophy           | Gary Agnew                 | London Knights               |
| Jim Mahon Memorial Trophy    | Maxim Spiridonow           | London Knights               |
| Max Kaminsky Trophy          | Chris Allen                | Kingston Frontenacs          |
| OHL Goaltender of the Year   | Bujar Amidovski            | Toronto St. Michael’s Majors |
| Jack Ferguson Award          | Jay Harrison               | Brampton Battalion           |
| Dave Pinkney Trophy          | Craig Hillier Seamus Kotyk | Ottawa 67’s                  |
| OHL Executive of the Year    | Paul McIntosh              | London Knights               |
| Emms Family Award            | David Legwand              | Plymouth Whalers             |
| F. W. „Dinty“ Moore Trophy   | Seamus Kotyk               | Ottawa 67’s                  |
| OHL Humanitarian of the Year | Jason Metcalfe             | London Knights               |
| William Hanley Trophy        | Matt Bradley               | Kingston Frontenacs          |
| Leo Lalonde Memorial Trophy  | Bujar Amidovski            | Toronto St. Michael’s Majors |
| Bobby Smith Trophy           | Manny Malhotra             | Guelph Storm                 |